# Trifenylen
Trifenylen (1,2,3,4-dibenzonaftalen lub izochryzen) – organiczny związek chemiczny, skondensowany, policykliczny węglowodór aromatyczny o wzorze sumarycznym C18H12, zbudowany z 4 pierścieni benzenowych występujący w smole pogazowej.